# Rostnackad snårskvätta
Rostnackad snårskvätta (Cossypha niveicapilla) är en fågel i familjen flugsnappare inom ordningen tättingar. Den förekommer i Afrika söder om Sahara. Beståndet anses vara livskraftigt.

## Utseende och läte
Rostnackad snårskvätta är en 20,5–22 cm lång, mycket vacker trastliknande fågel med rostorange på undersidan och i ett halsband, svart ansikte och vit hjässa. Färgen på ryggen varierar geografiskt från skiffergrått till svart. Stjärten har mörk mitt och orangefärgade sidor. Den är lik vitkronad snårskvätta, men är mindre med orange även på hakan och runt nacken. Den vackra sången är mycket varierad, men innehåller olika visslingar och ibland även härmningar från andra fågelarter.

## Utbredning och systematik
Rostnackad snårskvätta förekommer i Afrika söder om Sahara, i ett band från Mauretanien söderut till norra Angola och västerut till Tanzania. Den behandlas antingen som monotypisk eller delas in i två underarter med följande utbredning:
- Cossypha niveicapilla niveicapilla – förekommer från södra Mauretanien och Senegal österut till södra Sydsudan och västra Etiopien, söderut till sydvästra och nordöstra Demokratiska republiken Kongo, nordvästra och nordöstra Angola och nordvästra Tanzania
- Cossypha niveicapilla melanonota – förekommer i Victoriasjöns sänka

### Familjetillhörighet
Snårskvättor liksom fåglar som rödhake, näktergalar, stenskvättor, rödstjärtar och buskskvättor behandlades tidigare som en trastar (Turdidae), men genetiska studier visar att de tillhör familjen flugsnappare (Muscicapidae).

## Levnadssätt
Rostnackad snårskvätta hittas i skog, buskmarker och trädgårdar. Där ses den vanligen i undervegetationen.

## Status och hot
Arten har ett stort utbredningsområde och en stor population med stabil utveckling och tros inte vara utsatt för något substantiellt hot. Utifrån dessa kriterier kategoriserar internationella naturvårdsunionen IUCN arten som livskraftig (LC). Världspopulationen har inte uppskattats men den beskrivs som sparsam till vanlig.

## Bilder

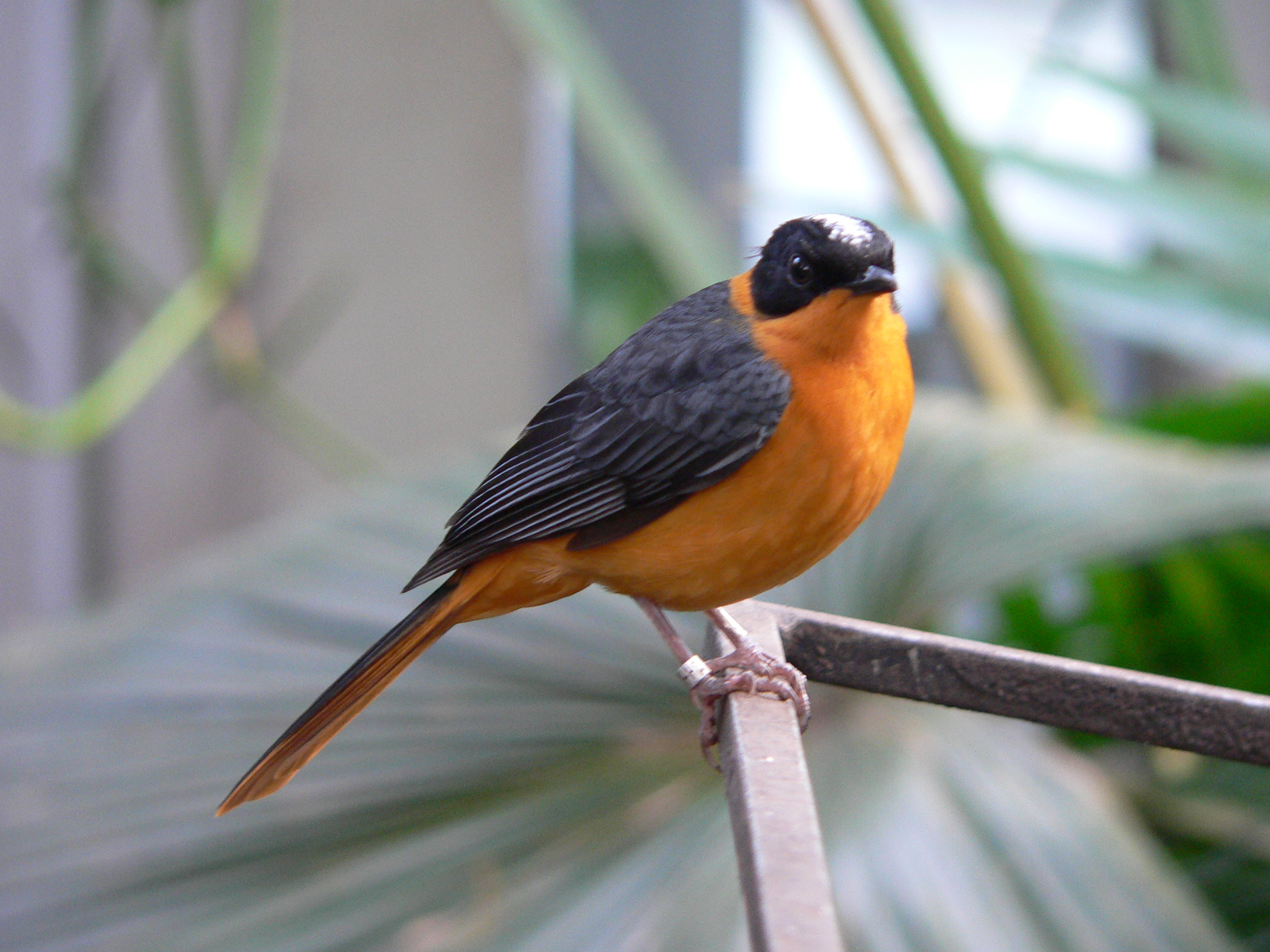
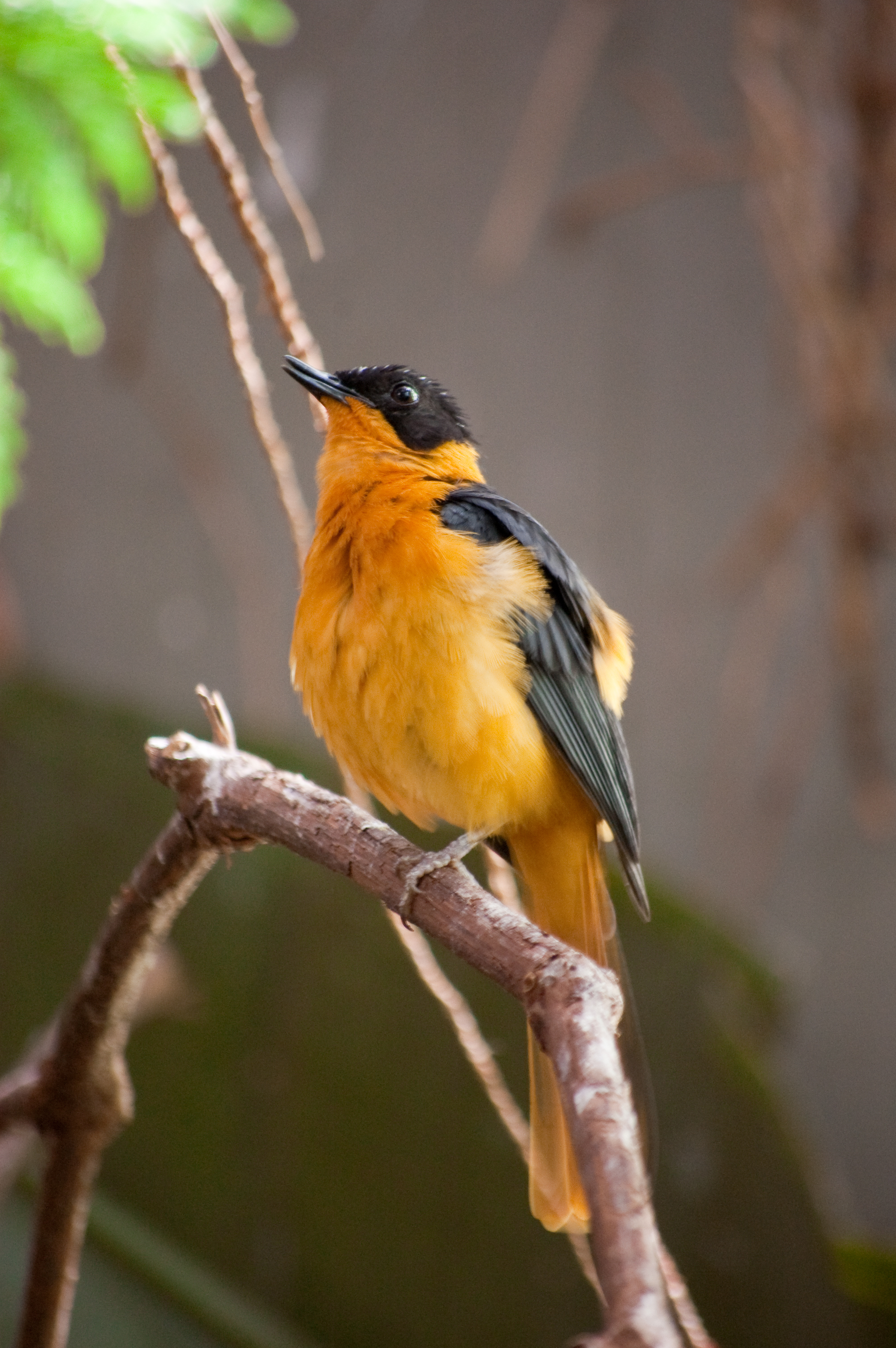